# Szlivnik vára
Szlivnik egy középkori várhely Horvátországban, a Lika-Zengg megyei Gospićhoz tartozó Pavlovac Vrebački határában.

## Fekvése
A Gospićtól délkeletre, a Likai karsztmező délkeleti részén, a Likai-középhegység lábánál fekvő, Gospićhoz tartozó Pavlovac Vrebački területén található Šupljara-hegyen találhatók a vár maradványai. A hegyet a csúcsa alatti barlangról nevezték el (šupljina=üreg).

## Története
A várat egy 1359-es bírósági okiratban említik először, amikor Diminoslav fivére Cvitak, a Lika megyei Počitelj várjobbágyaként, a megyei esküdtszék hivatalnokaként néhány törvénytelenség ügyében hajtott végre hivatali eljárást. A 16. század elején egy bírósági tárgyalás tanúiként tesznek említést a váraljai településen élő nemesi családokról, akik 16 házban laktak, ami a település nagyságáról is tanúskodik. Építtetői nagy valószínűséggel Počitelj várának nemes várjobbágyai lehettek, akik közé a vár első említésében szereplő Cvitak is tartozhatott. 
Az 1577-ből származó dokumentumban, mely a törökök által elfoglalt várakat sorolja fel Vrebacon két várat említenek. Közülük a másodikkal azonosítják Slivniket. Mercator a térképen Szlivniket (Sliunic alakban), közvetlenül a Jadova patak mellé, Mogorović és Zeba közé, Ribnik irányába helyezte el. Pavičić Mercator térképe alapján Szlivniket a mai Pavlovac Vrbački falu területén lévő, Šupljara nevű magaslaton található romokkal azonosította.
Šupljaca várának múltjáról semmit sem tudni. Glavinić püspök Lika és Korbava 1696-os összeírásakor „castellum Paulovacz” néven említi meg és úgy véli, hogy ezen az elragadó hegyen 100 lakosnak volt hely továbbá, hogy a falai jelenleg is állnak, de még mindig tető nélkül ki van téve az időjárásnak.
A vár alatt egy természetes barlang található, mely akár a vár kapujaként is szolgálhatott. A barlang fölötti meredek hegytetőn egy kerek torony maradványai találhatók, melynek Brunschmid szerint kelet-nyugati külső átmérője körülbelül 14 méter, míg a észak-déli irányban 10 méter. A szikla déli oldalán, a barlang bejáratától jobbra vakolat nyomai láthatók, és megmaradtak a barlang keresztirányú tengelyével párhuzamos falmaradványok. A barlang északi oldalán Brunschmid egy kis félkör alakú falat is látott, amely lezárta az erőd amúgy is nehezen megközelíthető útját. Ma ennek a falnak a maradványai alig észrevehetők. A barlang területén olyan falmaradványok találhatók, amelyek nem értelmezhetők teljesebb adatok nélkül, amelyeket csak régészeti feltárások adhatnak meg. 
Falmaradványok északi oldalán a barlang kijáratánál is láthatók. Ez a viszonylag nagy mennyiségű megmaradt fal, amely közvetlen kapcsolatban állt a barlanggal, arra a fent említett lehetőségre utal, hogy ez volt a bejárat, ami felvezetett, ha nem is magába a vába, de legalább a legmagasabb részébe, a védőtoronyba. Pavičić megemlíti, hogy a vár tágas és szilárd volt, bejáratát félkör alakú fal zárta, míg Brunšmid az egész domb körüli falat említ. Ennek a falnak a nyomai láthatók a domb déli lejtőjén lévő szétszórt faltöredékekben. A szomszédos hegyoldalon egy középkori templom maradványai találhatók, amelyekből Pavičić arra a következtetésre jutott, hogy itt volt Slivnica település központja. Ennek a helyszínnek a feltárása, esetleg a falazat és a szikla kapcsolatának megoldása a barlanggal hasonló kérdésekre adhatna választ egyidejűleg Lika más helyszínein, ahol szintén a hegy kőzetét használták az erődítmény részeként.

## A vár mai állapota
A vár Pavlovac Vrebački településen áthaladó út keleti szélén található, belül üreges sziklán állt, a falu Kulinának nevezett másik várától alig 800 méterre. A várnak mára csak csekély maradványai maradtak. A várnak helyet adó magaslatot a helyiek Šupljarának nevezik, ami üreges helyet jelent. Ez meg is felel a valóságnak, mivel a várhegy közepén egy hatalmas barlangszerű üreg található. A maradványok és a terepalakzatok alapján, a várhegy tetején egy nagyjából 5 méteres átmérőjű torony állt, melytől keletre egy fallal körülvett kis udvar és talán egy lakóépület volt. A vár elfoglalta a meredek oldalakkal határolt hegytető teljes területét. A platótól mintegy 10 méterrel lefelé a szikla oldala egy lankásabb domboldalba vált át, melynek északi részén egy hatalmas üreg tátong. A barlang egy nagyobb és egy kisebb nyílással a várhegy leginkább megközelíthető déli oldalába nyílik. Az üreg északi végében egy, mintegy 50 cm vastagságú, T alakú falmaradvány, a déli üregnyílás előtt pedig egy mára sánccá kopott, derékszögű falrész található. A falmaradványok alapján, az vár alatti üregrendszer szintén a vár védelmének része lehetett, de tényleges szerepe ásatások nélkül már nem tisztázható. A felhasznált források azt is megemlítik, hogy az egész várhegyet is fallal vették körbe, ezzel valamiféle külsővárat kialakítva. Ennek nyomai ma már nem láthatók, de a terep domborzata alapján, ha volt is külsővár, az leginkább a déli oldalon lehetett. A sziklatetőn elhelyezkedő várhoz hely hiányában felvezető utat nem építhettek, így valószínűsíthető, hogy az üregek előteréből egy gyalogösvényen, vagy fából ácsolt lépcsőkön át juthattak fel.